# 清真航空
清真航空（英語：Rayani Air；爪夷文：rayani 'ayr راياني أير‎）是一家總部位於馬來西亞雪蘭莪莎阿南，是馬來西亞首家、全球第四家遵從伊斯蘭教法的航空公司。

## 歷史
清真航空成立初期原本定位為低成本航空，後來改為傳統服務航空公司。清真航空在2015年12月20日正式營運，飛機是從馬來西亞航空購入的波音737-400。2016年4月9日，公司亦拖欠員工的薪金，及傳出機師因飛機保養問題而拒飛，清真航空宣佈停止所有航班服務，僅營運110天便結束其使命，成为马来西亚航空业历史上最快结业的航空公司。
2016年6月12日，马来西亚民航局宣布依据《马来西亚民航条例》第193条文，正式吊销清真航空的航空营业许可证（AOC），隨著航空营运许可证被撤销后，清真航空必须在接获吊销通知的14天內归还航空营运许可证给民航局总监。同日，马来西亚航空委员会（MAVCOM）宣布其航空服务执照（ASL），该委员会指出，调查发现清真航空违反航空服务执照的条例，缺乏继续以商业模式经营航空公司所需的財务和管理能力。清真航空的首席执行员拉威阿勒甘德兰表示，该航空公司將会向大马航空委员会（MAVCOM）和民航局提出上诉，以恳求当局再给予该公司一次机会。

## 機隊
- 2架波音737-400